# 紫雲丸事故
紫雲丸事故（しうんまるじこ）は、日本国有鉄道（国鉄）の宇高連絡船紫雲丸が1947年（昭和22年）6月9日の就航から、8年間に5度にわたって起こした事故の総称である。なお、そのうち2件は死亡者を発生させた。また、その中でも最大の被害を出した1955年（昭和30年）5月11日の5回目の事故を指す場合が多い。
前年の青函連絡船洞爺丸事故に続き、5度目の事故が社会に与えた影響は特に大きく、国鉄による鉄道連絡船の安全基準が大幅に見直されたり、海上保安部による停船勧告基準が厳しくなるなどされ、またその後の瀬戸大橋建設の機運を一気に高めた。船の名前は高松市にある「紫雲山」に因んでいる。5回目の事故後、船は「瀬戸丸」と改称されて復旧したが、1960年（昭和35年）に「中央栄丸」と衝突して「中央栄丸」が沈没している。

## 4度目までの事故
1度目の事故
1950年（昭和25年）3月25日、宇野を定刻より20分遅れの0時35分に出港した下り貨物1021便（鷲羽丸）と、高松を定刻10分遅れの0時10分に出港した上り貨物1020便（紫雲丸）が、0時58分に直島と荒神島に挟まれた狭い海域で衝突した。鷲羽丸が紫雲丸の横に衝突する形であり、紫雲丸は横転し、1時4分に完全に沈没した。乗組員72名の内、7名が死亡した。その後紫雲丸は引き揚げられ、連絡船に復帰した。
2度目の事故
1951年（昭和26年）8月、高松港内で「第二ゆす丸」と衝突。後日レーダー設置。
3度目の事故
1952年（昭和27年）4月、高松港外で捨石に接触。後日ジャイロコンパス設置。
4度目の事故
1952年（昭和27年）9月、高松港内で「福浦丸」と接触。

## 5度目の事故
- 衝突地点：北緯34度22分36.0103秒 東経134度0分57.8319秒 / 北緯34.376669528度 東経134.016064417度、沈没地点：北緯34度22分36.0978秒東経134度1分2.0969秒
  - 女木島島頂（34°23′09.019 N 134°02′27.2247 E）から246度2,500メートル、沈没地点は同じく245度2,400メートル[2]

1955年（昭和30年）5月11日午前6時56分、上り第8便で運航中、同じ宇高連絡船・下り153便大型貨車運航船「第三宇高丸」と衝突して沈没。最大の被害を出した事故であり、国鉄戦後五大事故の1つでもある。「紫雲丸事故」といった場合はこの事故を指すことが多い。修学旅行中の広島県豊田郡木江町立南小学校（現・豊田郡大崎上島町立木江小学校）の児童などを中心に死者168名を出した。

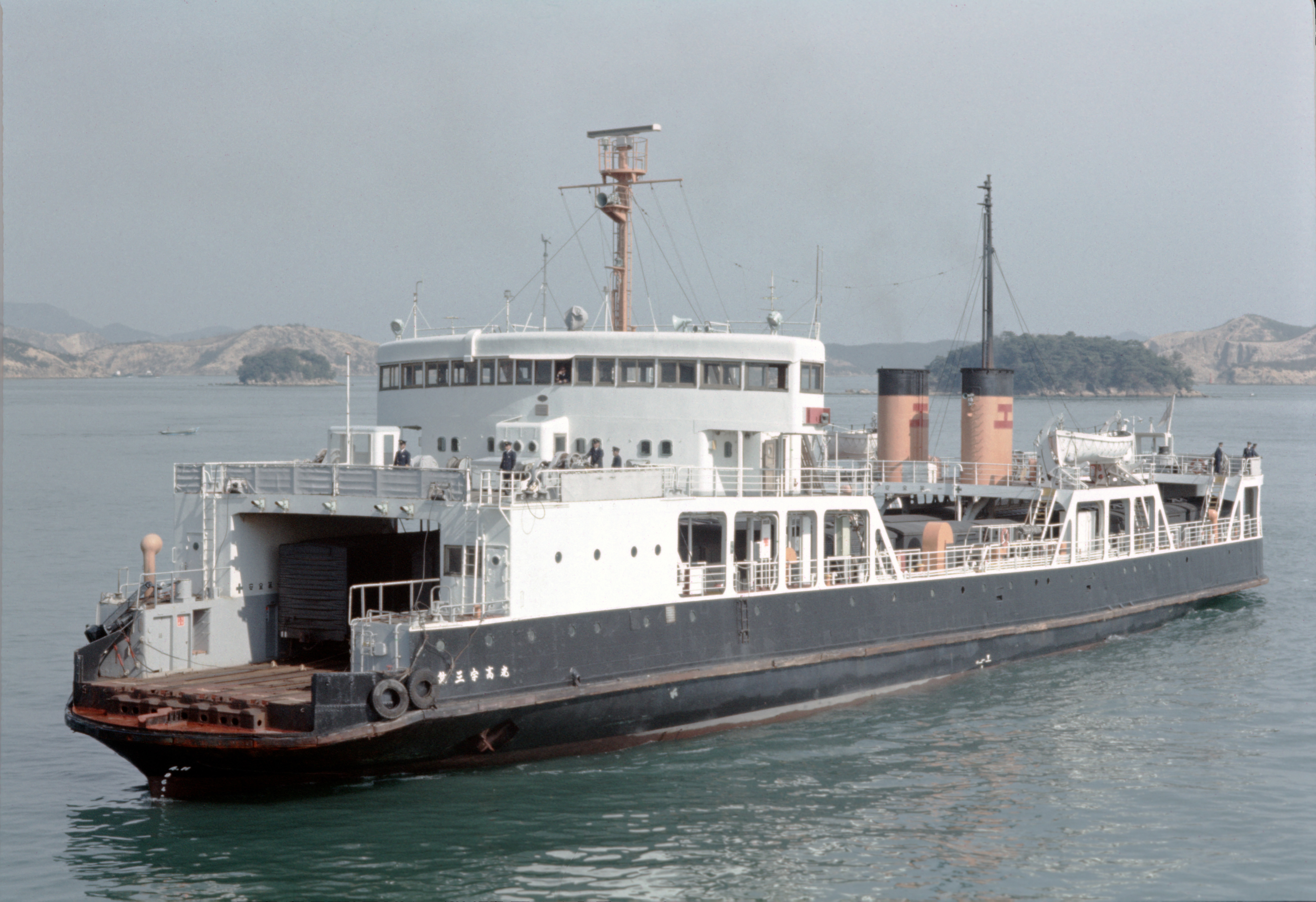
第三宇高丸

### 第三宇高丸の視点
5月11日：瀬戸内海沿岸の海上では濃霧警報が発表され、場合によっては視界50メートル 以下の見込みとされていた。
6時10分：宇野港から大型貨車運航船「第三宇高丸」（総トン数：1,282トン）が下り153便として出航した。出航時、天候は曇りで霧も風も無く、波浪も穏やかであった。
6時20分過ぎ：高松地方気象台発表の濃霧警報が無線電話で伝えられ、マリンレーダーをスタンバイする。
6時35分過ぎ：視界400メートルから500メートル になり、第三宇高丸は霧中信号の発信を開始。
6時40分：紫雲丸・中村正雄船長は、ブリッジ前方から視界を確認した時点で400メートルから500メートル先の漁船が目視できたため、出航を決定。同刻、乗客781人乗員60人を乗せて上り8便として高松港を出航した。
6時51分頃：霧が濃くなり視界は100メートル 程となる。第三宇高丸主席運転士がレーダー上2,500メートルの船首方向指示線上に紫雲丸を確認。このとき宇高丸は海上衝突予防法に則り、針路を140度とした。
6時53分：距離1,700メートルに接近。第三宇高丸から紫雲丸の姿は依然として目視できないままだったが、紫雲丸の霧中汽笛音が左舷方向から聞こえたため、第三宇高丸は東西方向に距離が広がったと判断して全速力で航行を継続した。
6時56分：第三宇高丸左舷30度100メートル前方に突如左へ回頭する紫雲丸を確認。この紫雲丸の左転の理由は、後に海難審判で最大の焦点の一つとなる。第三宇高丸・三宅実船長は直ちに機関停止、左舵一杯を指示したが、5度ほど回頭したところで宇高丸の船首が紫雲丸右舷船尾付近に激突した。

### 事故の状況と救難活動
第三宇高丸の船首は、紫雲丸右舷機関室を70度の角度で直撃した。この機関室ではエンジンルームの復水機と主配電源装置が爆発した。直ちに船内は停電し、全電灯が消えた。同時に高さ4.5メートル、最大幅3.2メートル、船内3.5メートルの右舷大破口から機関室へ膨大な浸水が始まった。紫雲丸の中村船長は、特に何の指示も与えないまま、損傷箇所の確認のため一旦ブリッジを立ち去った。そして引き返す際すれ違った船員に「やった！」と発言し、ブリッジに戻ると最後までそのまま留まっていた。
乗組員たちは水密扉を閉鎖しようと考えたが、すべての電源が落ちた状態であり動作しなかった。機関室の水密扉を手動で閉鎖することを試みたが、既に船尾が沈没状態となっているため断念した。暗闇と左舷に急速に傾斜する船内で客室は混乱を極め、乗客が右舷に殺到、体力の無い多数の児童が船内に取り残される事態となった。
第三宇高丸側は衝突後、損傷状況から直ちに紫雲丸の沈没を予見した。紫雲丸機関室への浸水を防ぐためと、避難する船客の移乗を図るために左舵一杯に取ったまま機関を全速前進として紫雲丸を押し続け、浸水の緩和を試みた。
乗客は次々に第三宇高丸に逃げたが、船内には多数の児童生徒が残されていた。引率の教員の中には、第三宇高丸に一旦避難した後、逃げ遅れた子供を助けようと再び船内に戻り、犠牲となった者もいた。子供らが逃げ遅れた理由として、修学旅行の帰途であったため、家族への大切な土産等を失うまいとしたこと、周囲の大人たちに押されるなどして素早い脱出が難しかったことがあげられる。また救命胴衣の収納庫は子供には手の届きにくい位置にあり、入手できなかった子供もいた。船員らは手近の子供たちに救命胴衣を配布したが、使い方がわからなかったり、身に付ける暇もなく海中に放り出された子供が多かったことも被害を拡大させた。
この混乱の中、乗り合わせたアマチュア写真家2名が助けを求める乗客を撮影し、写真は新聞（読売、朝日）や週刊誌に掲載された。しかし事故の悲惨な状況が知られると、なぜ撮影する暇があるなら子供らを救助しなかったかとの批判が起き、カメラマンのモラルについて物議を醸した。
紫雲丸は衝突から数分後の7時2分頃、乗務員等の懸命の作業の甲斐なく左舷に横転し沈没した。その際、中村船長は退船を拒否し、ブリッジに残り船と共に海中に沈んだ。
事故当日、地元の漁師である島谷国太郎は濃い霧の中を高松港の沖に出てイカ漁をしていた。そして紫雲丸がこの小舟の横を通りすぎ、霧の中に見えなくなった直後に大きな衝突音が聞こえ、急いでその方角へ漁船（1.5トンの手漕ぎ舟）を走らせ事故発生の5分後に現場到着、すぐさま救護活動を開始。助け上げた遭難者で小舟が一杯になると第三宇高丸に移して再び海中の遭難者を助けた。結局、高松港から応援の船が来るまでの間に50名近くの遭難者を助け上げたという。また、岡山県児島郡琴浦町（現・倉敷市児島地域）の婦人会85名も救助活動に活躍し、その活動が評価されて文部省から表彰と金一封を受けた。

### 犠牲者
この事故での犠牲者は168名に上り、うち児童生徒の犠牲者は100名を数えた。犠牲者の内訳は次のとおりである。
- 紫雲丸関係者 2人（船長他1人）
- 一般乗客 58人
- 修学旅行関係者 108人 〔児童生徒100人（男子19、女子81） 引率教員5人 関係者（父母）3人〕
  - 愛媛県三芳町立庄内小学校（現：西条市立庄内小学校）：30人（児童77人中29人、PTA会長1人）
  - 高知県高知市立南海中学校：28人（3年生117人中28人）
  - 広島県木江町立南小学校（現:大崎上島町立木江小学校）：25人（6年生97人中22人、引率教員3人）
  - 島根県松江市立川津小学校：25人（6年生58人中21人、引率教員5人中2人、父母3人中2人）

特に児童生徒の犠牲者100名中、81名が女子であった。現場では次々と児童生徒の遺体が搬出されたが、その様子はあまりにも凄惨で、搬出活動にあたった者の多くが、長らくその状況を語ることができないほどであった。

### 事故原因と審判
1955年（昭和30年）から神戸海難審判庁で紫雲丸沈没事故の海難審判が始まった。翌1956年（昭和31年）1月に裁決の言渡しが行われたが、裁決に対し不服があるとして1960年（昭和35年）6月から高等海難審判庁で第2審が開廷され、8月に裁決言渡しが行われた。裁決の要旨は以下の様となった。
主な原因は紫雲丸の航行に起因する点が多かったとされるが、中村船長が死亡しているため、そのような航行を行った理由については結局は明確に解明できず、推定の域を出るものではなかった。中でも最大の原因は直前の左反転であったが、これについては、謎のまま残された。直前のレーダーで指針の僅かに右側へ第三宇高丸が確認されたのが理由ではないかと推定されている。

#### 主な原因
1. 紫雲丸が高松港出航直後、500メートル直進して北西に基準航路を取るはずであったのに、なぜか100メートル程しか進まずに北西に針路を変えたこと。
2. 現場海域が濃霧であるにもかかわらず、紫雲丸、第三宇高丸ともに海上衝突予防法の規定に反する過大な速力で進行したこと。
3. 中村船長は濃霧での航行中、目視で万全の注意を払わなければならないのに、マリンレーダー観測のみに専念したこと。
4. 6時55分ころ突如エンジンストップしたこと。ただし、これは、濃霧のため、とりあえず速力を低下させる意図があったとされている。
5. 衝突直前に突如左へ針路変更したこと。

### 刑事裁判
事故発生から8年後の1963年3月19日、高松高等裁判所で紫雲丸航海士および第三宇高丸三宅実船長に有罪判決が下された。検察・被告ともに最高裁への上告はされず、判決が確定した。

### 事後

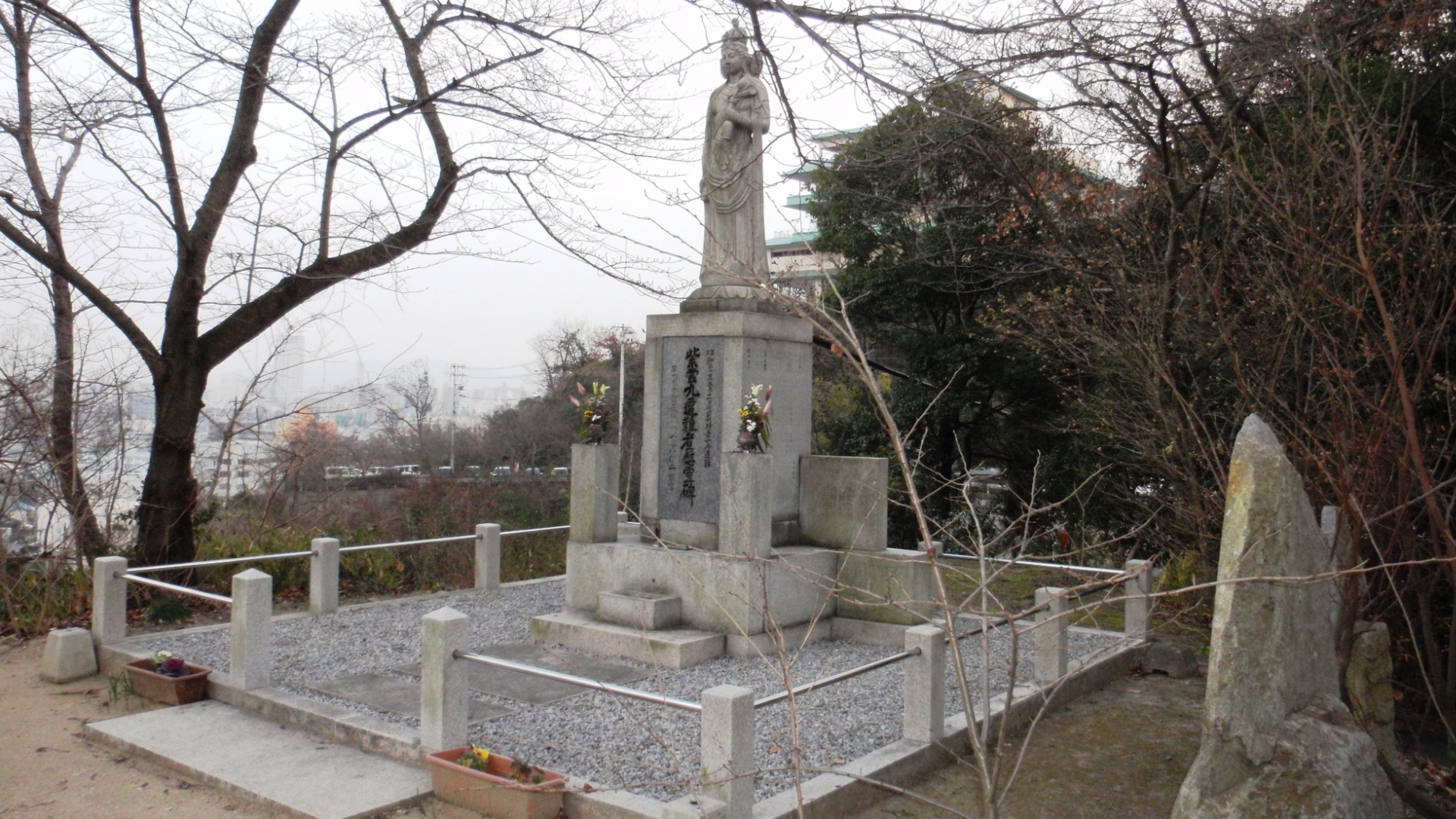
遭難者慰霊碑
高松市西宝町の西方寺境内にあり瀬戸内海と高松を見下ろすように建っている

この事故は前年に起きた洞爺丸事故と相まって、国鉄に大きな教訓を与え、連絡船の船体構造の全面的な見直しが実施された。またこれに伴い、従来行われてきた連絡船による客車の航送が完全に中止されるとともに、宇高航路において上下航路の完全分離が実施された（宇高東航路が北行、宇高西航路が南行）。事故が立て続けに起こった事に対し長崎惣之助総裁が引責辞任、後任には十河信二が就いた。航路を所管する四国支社（のち四国総局）には新たに宇高船舶管理部が設置された。
この紫雲丸事故の報に接した昭和天皇が事故の犠牲者及び被災者へ向けて金一封を特別に下賜している。
事故の後、海上保安部による停船勧告基準が厳しくなり、宇高連絡船は一切人身事故を起こすことはなかった。しかし、初夏から梅雨にかけての濃霧でたびたび停船勧告が出されるようになったことが輸送上の障害となったため、瀬戸大橋の建設機運が高まることになった。これは本州四国連絡橋の3計画ルートのうち、児島・坂出ルートが最初に建設されることにもつながっている。1988年に瀬戸大橋は開通し、四国の観光や経済に恩恵をもたらした一方、本州への若者の流出を招いた。特に香川県から岡山県へを中心に人口流出が続いている。
現在は慰霊碑が香川県高松市西宝町に建立され、事故の記憶を後世に伝えている。教師3人、児童22人の犠牲者が出た木江町立南小学校校庭には1956年（昭和31年）4月28日に遭難者記念館が建てられ、犠牲となった教師、児童の遺影などが置かれていた。後に旧木江小学校と統合して木江町立木江小学校となるが、更に2003年（平成15年）に木江・大崎・東野三町合併により、大崎上島町立木江小学校となった（敷地などは南小学校のものを踏襲）。2002年（平成14年）には、紫雲丸記念館の新築落成式をむかえている。
本事故をきっかけに児童の水泳技能の向上を望む民意が拡がり、「日本の学校に水泳の授業が広まった」とする意見が多く見られる。第22回国会の衆・参の複数の文教委員会では、同年7月の橋北中学校水難事件と合わせて、教員の水泳指導能力の問題、プール建設の問題などが取り上げられている。一方で、学校へのプールの設置は後のスポーツ振興法による施設整備費の増加や、高度経済成長による自治体の税収増加が要因だとする意見もある。
松山の郷土資料研究者の客野澄博は自身のコラムで、東予市（現：西条市）立庄内小学校の事故の顛末に続き「教訓を生かせ、県民皆泳、教師の採用試験に水泳の実技を…。県内の学校ではプールの設置を急いだ。」と書いた。客野は元愛媛新聞社会部記者で、紫雲丸事故当時も精力的に取材にあたっていた。
児童30人の犠牲者が出た庄内小学校は、2004年（平成16年）5月の事故50回忌に追悼録「いでたちしまゝ」を発行した。これには事故の生存者である同窓生の筆で、「学校にプールはなかった」「全員が水泳を習うという状況にはなく、一部に、水泳のできない子や嫌いな子がいたことは否めない」「女子生徒は、上級生になるにつれ、川や池での水泳を避ける傾向があった。このことが、女子生徒の犠牲者が多かった一因となったのかもしれない」という思いが綴られている。